# ملعب دي كويب
ملعب فينورد هو ملعب كرة قدم يقع في مدينة روتردام الهولندية . يسع الملعب لجلوس 51,577 متفرج . يعتبر الملعب الرسمي الذي يخوض فيه منتخب هولندا مبارياته الدولية . تم افتتاح الملعب في سنة 1937 .